# Scheepshelling

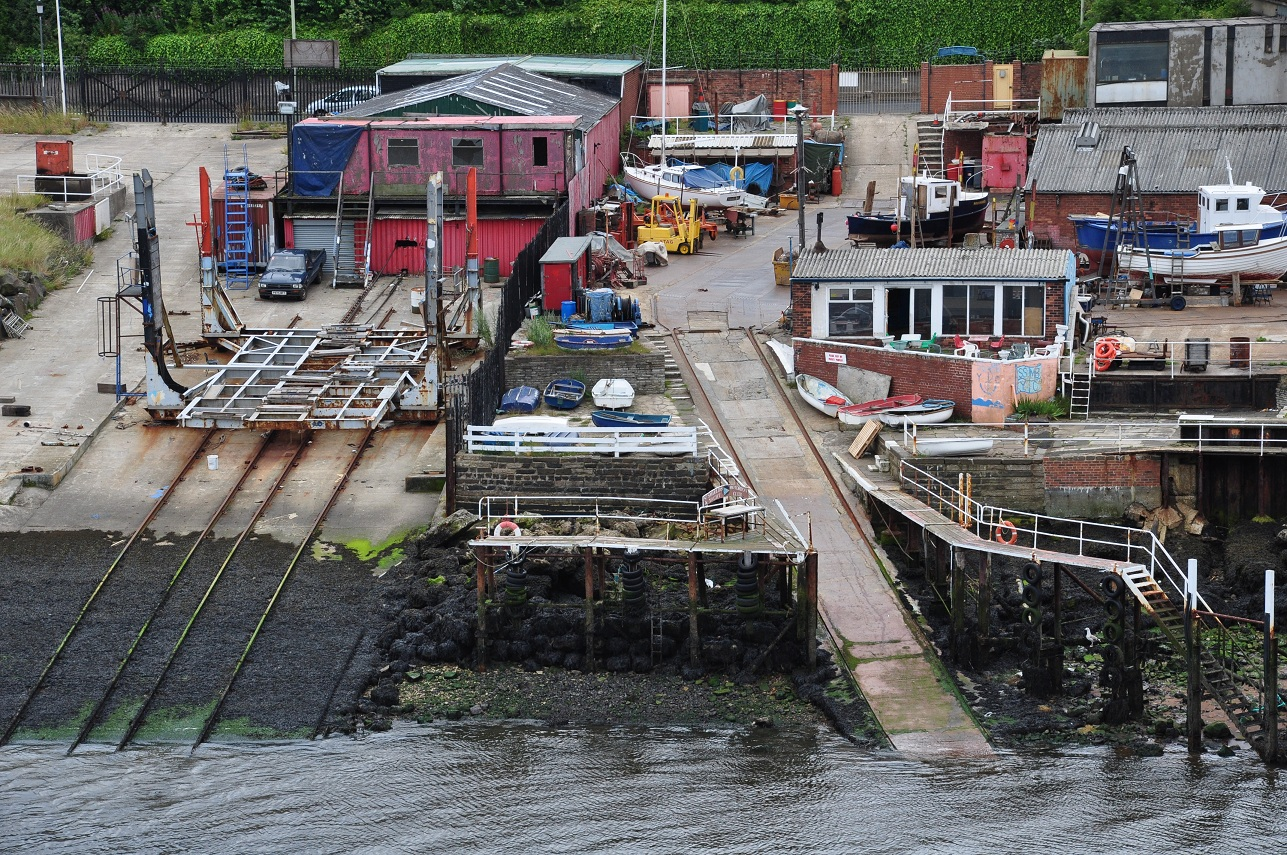
Langshelling

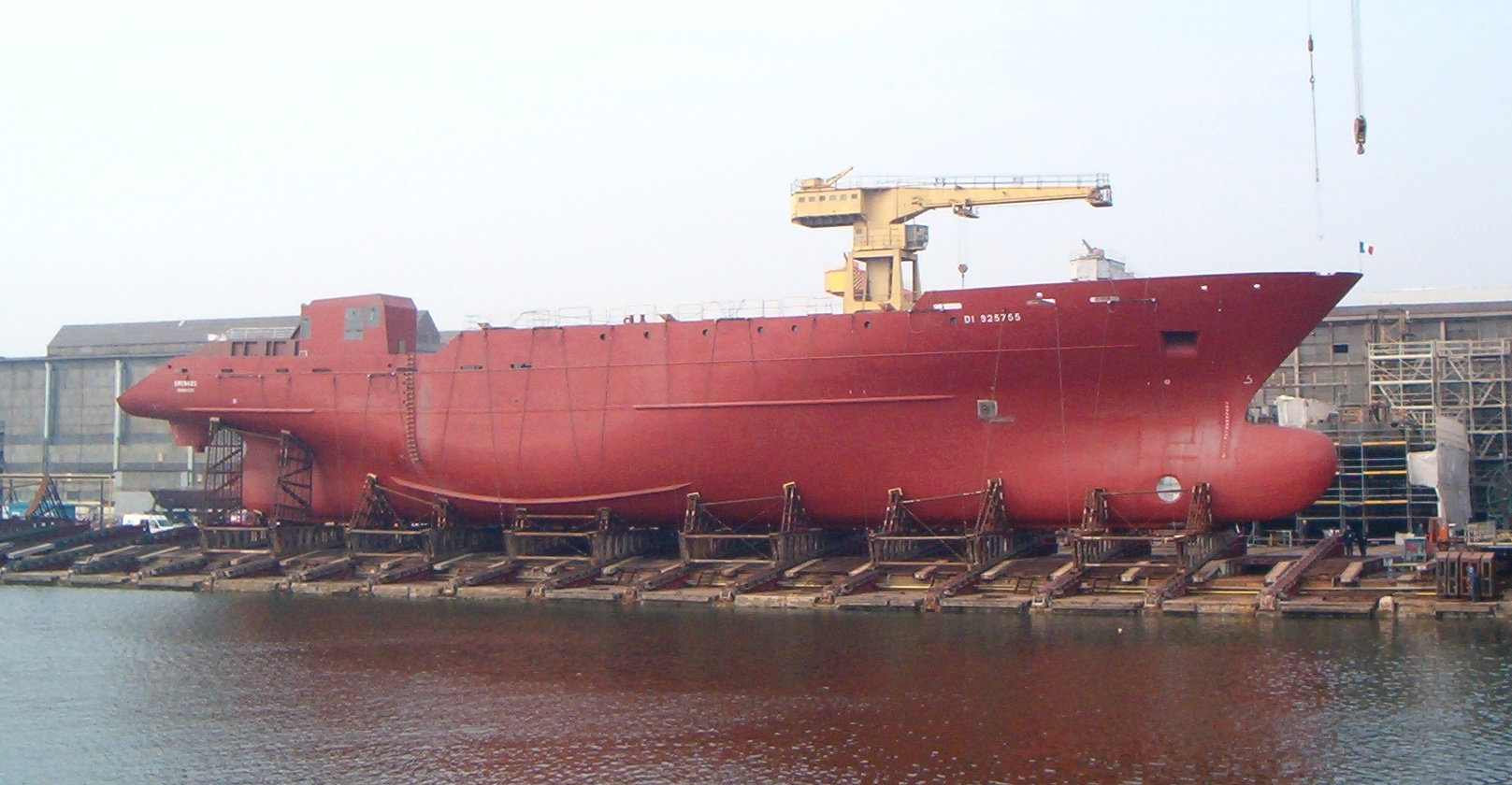
Dwarshelling

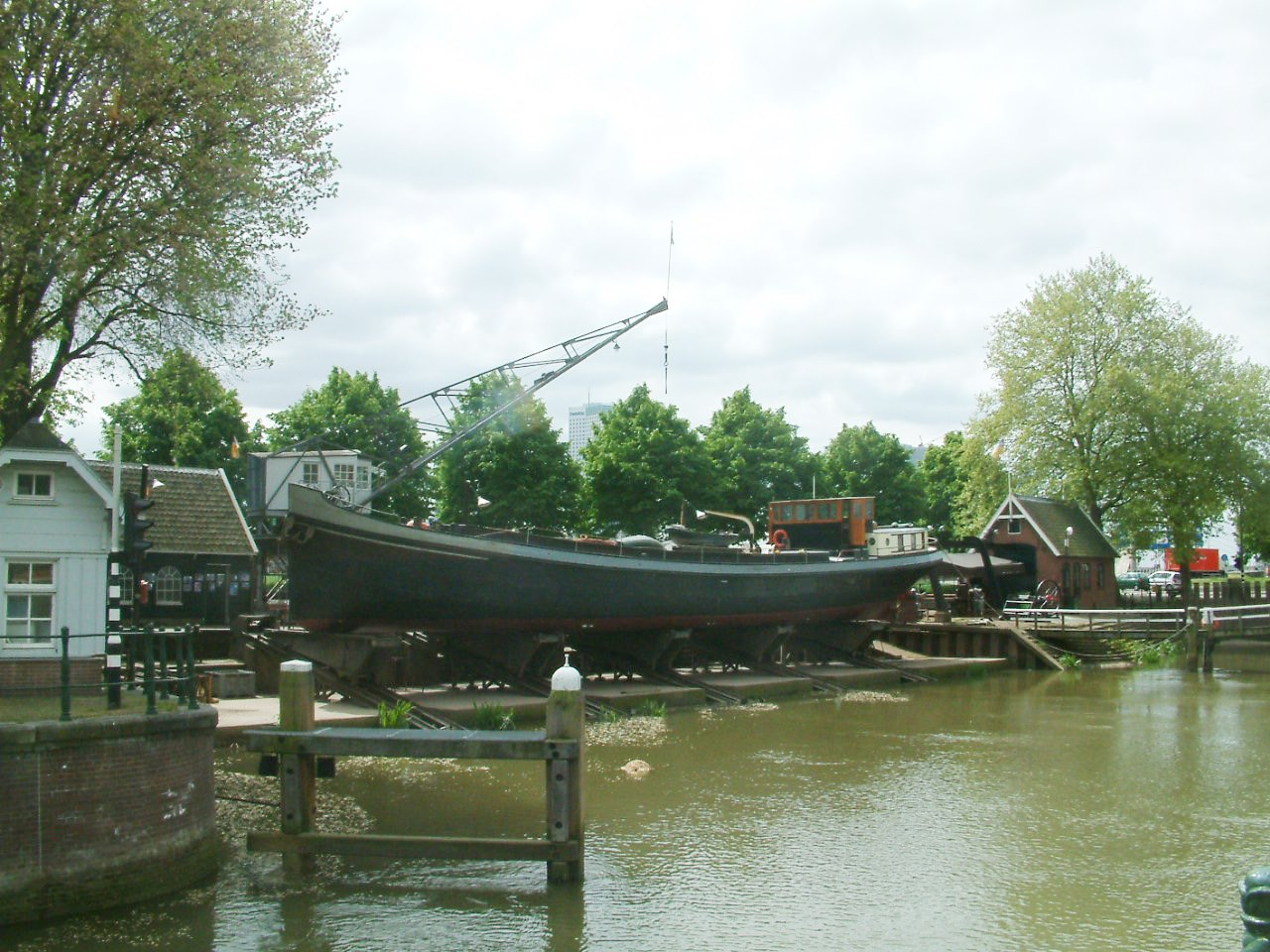
"De Tijd Haalt Je In" (1929) bij een hellingbeurt op scheepshelling Koningspoort in Rotterdam

Een scheepshelling is een installatie op scheepswerven om schepen te water te laten en eventueel weer uit het water te halen. Een helling bestaat uit een aantal glijbanen of rails die vanaf het werfterrein tot in het water doorlopen, en is eventueel voorzien van een trekinrichting.

## Functies
Men onderscheidt nieuwbouwhellingen en reparatiehellingen. Een reparatiehelling heeft naast genoemde glijbanen of rails ook een trekinstallatie om schepen omhoog te trekken en deze ook gecontroleerd te laten zakken. Een reparatiehelling kan daarom in principe wel voor nieuwbouw worden gebruikt, maar andersom kan een specifieke nieuwbouwhelling niet voor reparatie worden gebruikt, omdat hier vaak de trekinstallatie ontbreekt. Ook lopen de rails of de glijbanen vaak niet ver genoeg onder water door (in feite valt het schip het laatste stuk in het water).
Nieuwbouwhellingen maken vaak gebruik van sleden, die glijden over ingevet hout, beton of staal. Ook kunststof materialen worden wel gebruikt. Op reparatiehellingen moeten de schepen tegen de helling op getrokken worden en derhalve maakt men hier gebruik van rails. Schepen worden gedokt, staande op een zogenaamde hellingwagen. De hellingwagen rolt over de rails met behulp van wielen of paletten met rolletjes. Dit alles om de trekkrachten te beperken. Omdat nieuwbouwhellingen meestal gebruikmaken van glijden en reparatiehellingen van rijden over rails worden de eersten in de Engelse taal meestal "slipway" genoemd en het tweede type "Marine railway".

## Soorten
Hellingen kunnen lopen in de langsrichting van het schip (langshelling) of kunnen lopen in de dwarsrichting van de lengteas van een schip (dwarshelling). Scheepswerven langs (smalle) rivieren en kanalen maken bijna altijd gebruik van dwarshellingen. Een langshelling zou te ver in het water steken en bovendien heeft men dan geen uitloopmogelijkheid om het schip te water te zetten. Om de lengte van een dwarshelling te beperken maakt men deze soms parabolisch. Bij een langshelling zou men dit ook kunnen doen, maar dan moet men gebruikmaken van een beperkt aantal of van zeer speciale scheepsondersteuningen. Dit om het schip goed te blijven ondersteunen terwijl het van de parabolische helling afgaat. Bij een dwarshelling is dit eenvoudiger. Op een langshelling kan normaal gesproken slechts één schip staan, op een dwarshelling echter kunnen meestal meerdere schepen worden "geparkeerd". De trekinstallatie op een langshelling is simpel, deze bevindt zich dan meestal tussen de twee rails. Bij een dwarshelling moet men over de totale lengte van het schip in dwarse richting trekken. Hiervoor wordt meestal één aandrijving en een aantal gekoppelde lieren gebruikt.